# Lourdes Ayala
Lourdes Ayala (* 18. Juni 2006) ist eine argentinische Tennisspielerin.

## Karriere
Ayala begann mit drei Jahren das Tennisspielen und bevorzugt Sandplätze. Sie spielt bislang vor allem auf der ITF Junior Tour und der  ITF Women’s World Tennis Tour, wo sie bislang aber noch keinen Titel gewinnen konnte.
2021 nahm sie für Argentinien am Junior Billie Jean King Cup teil.
2022 startete sie im Dameneinzel bei den Südamerikaspielen, wo sie nach einem 6:1 und 6:4 Sieg über Rebeca Pereira das Achtelfinale erreichte, dort aber gegen Fernanda Labraña mit 7:5, 5:7 und 3:6 verlor. Im Dezember erreichte die das Finale im Dameneinzel des W15 in Buenos Aires, das sie gegen Luisa Meyer auf der Heide mit 3:6 und 5:7 verlor.
2023 erreichte spielte sie Mitte August im Hauptfeld der W40 Arequipa, wo sie in der ersten Runde gegen Chloe Beck mit 6:78 und 2:6 verlor. Im Doppel scheiterte sie mit Partnerin Julieta Lara Estable ebenfalls in der ersten Runde mit 1:6 und 4:6 an der Paarung Dana Guzmán und Lucciana Pérez Alarcón. Ende August erreichte sie zusammen mit Partnerin Julieta Lara Estable beim W15 in Lima das Finale im Doppel, das die beiden gegen Romina Ccuno und Fernanda Labraña mit 4:6 und 4:6 verloren.
2024 erhielt sie Mitte September eine Wildcard für das Hauptfeld im Dameneinzel der W50 San Miguel de Tucumán, wo sie in der ersten Runde mit 5:7, 6:3 und 2:6 gegen Rebeca Pereira verlor. Die Woche darauf erhielt sie abermals eine Wildcard für das Hauptfeld der W50 Pilar 2024, wo sie in der ersten Runde mit 3:6 und 2:6 gegen Maria Sara Popa verlor. Im Doppel verlor sie ebenfalls in der ersten Runde an der Seite ihrer Partnerin Fernanda Labraña gegen die Paarung Eleni Christofi und Yūki Naitō mit 3:6 und 1:6. Im Oktober erreichte sie zusammen mit Justina Maria Gonzalez Daniele das Finale im Damendoppel des W15 in Trelew, das die beiden mit 7:62, 5:7 und [6:10] gegen Luciana Moyano und Camila Romero verloren. Im November erreichte sie an der Seite von Maria Florencia Urrutia das Finale des W15 in Córdoba, das die beiden gegen Marian Gomez Pezuela Cano und Luisina Giovannini mit 3:6, 7:67 und [8:10] verloren.